# Wapen van Nuevo León
Het wapen van Nuevo León toont een wapenschild, gekroond door het bovenste deel van een ridderpak. Het is het officiële symbool van de Mexicaanse staat Nuevo León en staat centraal op de (niet-officiële) vlag van Nuevo León. Het wapen werd ten tijde van het gouverneurschap van Bonifacio Salinas Leal aangenomen, op 2 juni 1943; voorheen gebruikte men het wapen van de staatshoofdstad Monterrey.
Het schild is ingedeeld in vier kwartieren en toont in het midden een kleiner schild. Dit kleinere schild is zilver en bevat een zwarte band en ketting; het schildje is overgenomen uit het wapen van Gaspar de Zúñiga y Acevedo, onderkoning van Nieuw-Spanje, getrouwd met de gravin van het Spaanse Monterrei, waarnaar Monterrey vernoemd is. De ketting moet tegenwoordig ook de eenheid van de inwoners van de staat symboliseren.
Het eerste kwartier van het grote schild toont een groen landschap. Dit symboliseert weelde, geloof, reinheid en zekerheid. De afgebeelde heuvel, de Cerro de la Silla, domineert het landschap bij Monterrey. De zon vertegenwoordigt welvaart.
Het tweede kwartier toont het wapen van het oude Koninkrijk León, waarnaar Nuevo León is vernoemd. Deze leeuw is nog steeds het symbool van de hedendaagse streek León en is ook afgebeeld in de vlag van Castilië en León. In het wapen van Nuevo León wordt de leeuw geassocieerd met waakzaamheid, autoriteit en soevereiniteit.
In het derde kwartier staat de afbeelding van een tempel als symbool van de cultuur in de staat. Het betreft het klooster van San Francisco uit de beginperiode van de Spaanse kolonisatie; het is al eeuwen geleden afgebroken.
Het laatste kwartier toont vijf rokende schoorstenen die de industrie in Nuevo León moeten symboliseren.
De rand van het schild bevat allerlei zilveren wapens die verwijzen naar de militaire geschiedenis van de staat, zowel met betrekking tot de tijd dat het gebied nog geheel in handen van de indianen was als latere tijden. Bovenin staan twee keer drie gouden bijen als specifieke staatssymbolen. Onder in de rand staat de naam van de staat.
Onder het schild bevindt zich de wapenspreuk Semper Ascendens ("Altijd Vooruit"). Deze spreuk staat op een lint in de kleuren groen, wit en rood; de kleuren van de Mexicaanse vlag.